# Kawachi (couraçado)
O Kawachi (河内) foi um couraçado operado pela Marinha Imperial Japonesa e a primeira embarcação da Classe Kawachi, seguido pelo Settsu. Sua construção começou em abril de 1909 no Arsenal Naval de Yokosuka e foi lançado ao mar em outubro do ano seguinte, sendo comissionado na frota japonesa em março de 1912. Era armado com uma bateria principal composta por doze canhões de 305 milímetros montados em seis torres de artilharia duplas, possuía deslocamento normal de mais de 23 mil toneladas e alcançava uma velocidade máxima de 21 nós.
O Kawachi participou de uma única ação durante a Primeira Guerra Mundial, bombardeando fortificações alemães em outubro e novembro de 1914 no Cerco de Tsingtao. A embarcação acabou afundando na Baía de Tokuyama em 12 de julho de 1918 a tarde, uma forte explosão foi ouvida às 15h51 nas proximidades da torre do canhão principal de estibordo e grandes quantidades de fumaça irromperam da torre e entre o primeiro e o segundo funis. Dois minutos depois, começou a se inclinar para virou às 15h55, apenas quatro minutos após a explosão, com mais de seiscentos marinheiros morrendo. A investigação oficial não chegou a uma conclusão sobre os motivos da explosão, porém suspeitou que a cordite nos depósitos de munição estava envolvida. Os destroços foram parcialmente desmontados.